# Cuetla

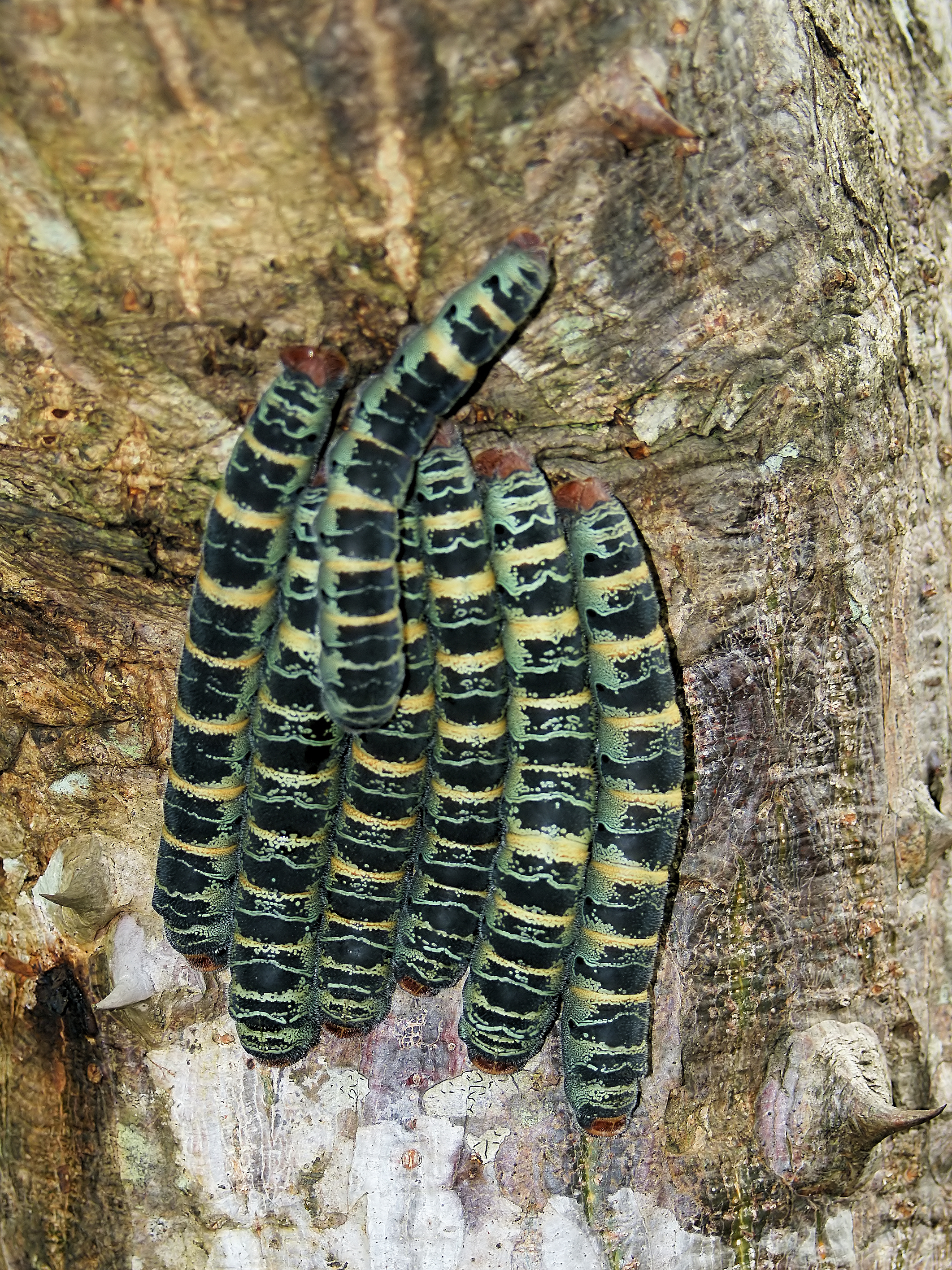
Arsenura armida

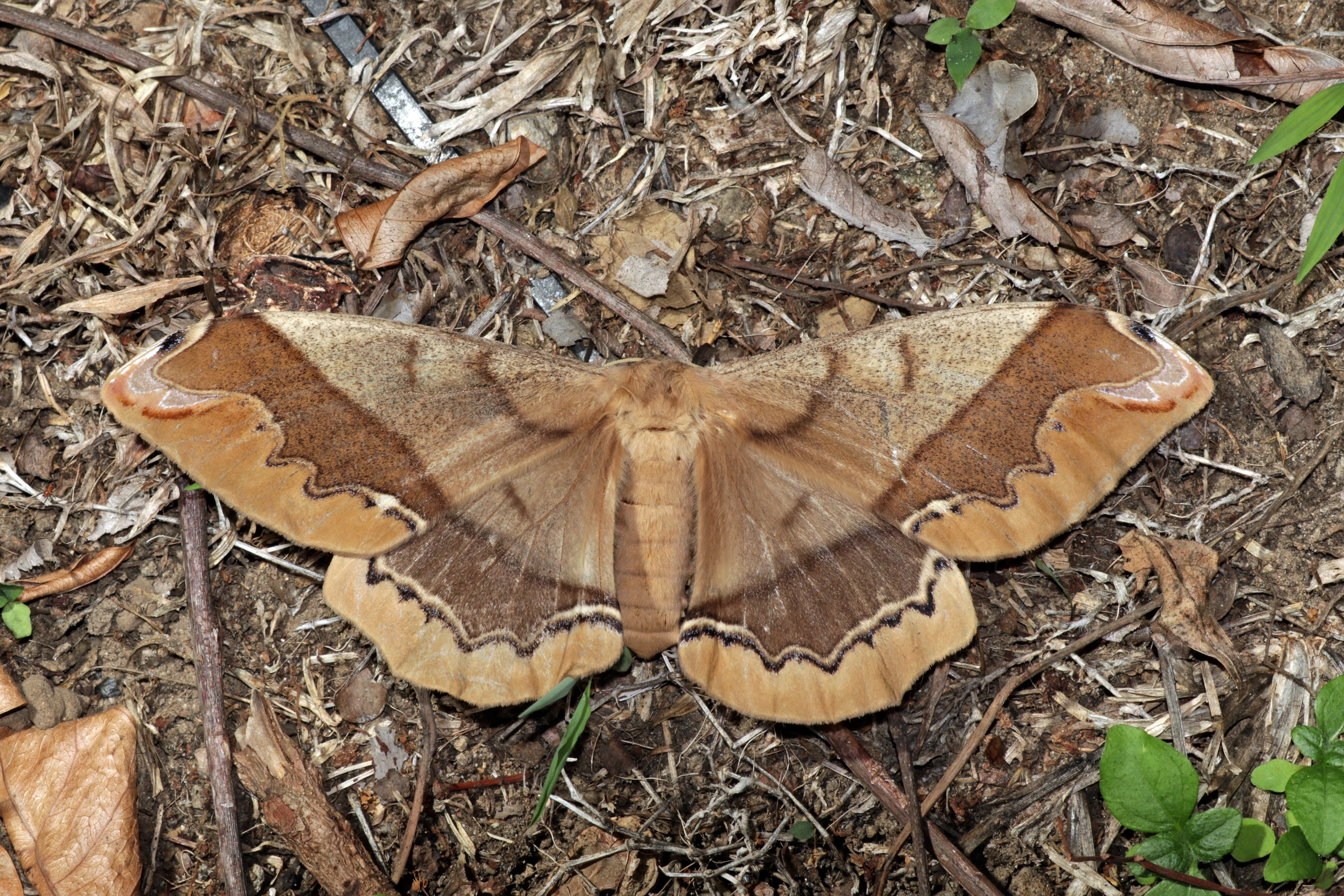
Polilla de seda gigante (Arsenura armida)

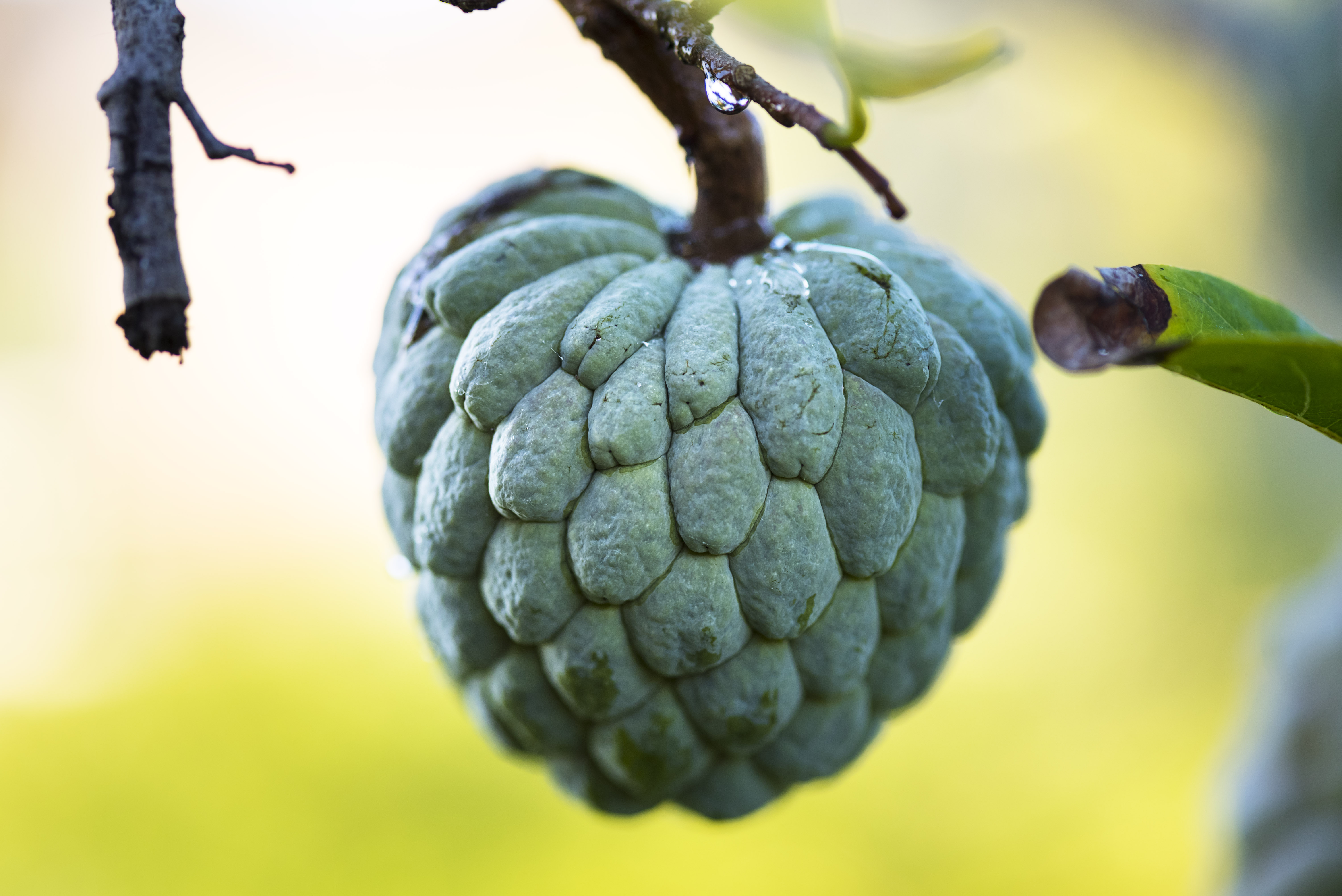
La oruga se alimenta del árbol de Annona squamosa y otros.

Cuetlas, cueclas, cuetlame, cuétano, pochocuil, tzapala, tzapula, xonocuil, xonocuilin, chiancuetla, tepolchichic o zatz son los nombres comunes que se le dan en México a una variedad de orugas de mariposa de las familias Saturniidae y Noctuidae que crecen en las plantas de chía, cuaulote, jonote y tlahuilote, y que son comestibles. Es consumido en la Mixteca del estado de Guerrero, centro de Veracruz y Puebla. Entre los totonacos de la Sierra Norte de Puebla el nombre se aplica a las orugas de Arsenura armida (Cramer, 1779), principalmente aunque también se aplica a la oruga Latebraria amphipyroides (Guenée, 1852).
En temporada de lluvias, se recolectan las orugas, se hierven y secan o se tuestan en el comal. Se suelen comer en tacos de tortilla de maíz condimentados con salsa de chile pasilla.
Contiene gran cantidad de proteínas, hierro y vitamina B.
El gusano presenta un gran aposematismo (coloración) para avisar de su toxicidad a las aves, son insectos gregarios (forman colonias de ayuda mutua y seguir caminos en su estado de larva). Las cuetlas son fatales para las aves. Durante el día, permanecen en comunidades y bajan a comer en la noche, cuando regresan en la mañana, siguen un camino de feromonas hasta su árbol donde descansan, esto es remarcable en este gusano, otros viven una vida más solitaria.